# Borgo Egnazia
Borgo Egnazia est un resort hôtelier de grand luxe situé à proximité de la mer Adriatique sur le territoire de la commune de Fasano dans la province de Brindisi (région des Pouilles) en Italie.

## Description
Le resort est implanté sur une colline à proximité du petit village de pêcheurs de Savelletri (frazione de la commune de Fasano). Conçu par l'architecte Pino Brescia dans un style rappelant les villages traditionnels fortifiés des Pouilles, il comporte trois zones dénommées La Corte, Il Borgo et Le Ville, dévolues respectivement à l'hôtellerie (appartements et maisons), la restauration (six restaurants), et aux villas avec piscine privée.
Il comporte cinq piscines et des thermes romains, et il communique avec le golf de 18 trous « San Domenico ».